# Brunost
Brunost, norsky „hnědý sýr“, je norský sýr vyráběný ze syrovátky, mléka a smetany, ať už kravského, či kozího, nebo kombinace obou. Vyznačuje se sladkou chutí, vzniklou karamelizací mléčného cukru, a měkkou konzistencí přirovnávanou k fondánu. Někdy bývá také přidáván cukr nebo koření jako kardamom. Obsahuje okolo 20 % vody a 25–30 % tuku, tedy zhruba 30–35 % tuku v sušině. Existují i lehčí varianty s obsahem tuku kolem 16 %, tedy zhruba 20 % tuku v sušině. Kromě toho obsahuje velmi malé množství bílkovin. Brunost se dobře skladuje a kazí se až při vysokých teplotách a vlhkosti, v teplotách mezi 1-5 °C vydrží kolem čtyř měsíců. Obvykle se řeže na tenké plátky pomocí hoblíku na sýr a podává se na chlebu, vaflích, bramborových plackách lefse, lívancích svele nebo na knekkebrødu. Kromě toho ale bývá také využíván při přípravě zmrzliny, panna cotty, sladkostí nebo omáček, především těch podávaných ke zvěřině nebo bramborovému knedlíku raspeball.
Brunost je považován za typicky norský produkt, který si zachová velkou oblibu a na počátku 21. století se v Norsku vyrobilo zhruba dvanáct tisíc tun tohoto produktu ročně, zpravidla ve velkých mlékařských závodech. Méně rozšířená je výroba obdobného sýru ve Švédsku, zpravidla v Jämtlandu u hranic s norským krajem Trøndelag, kde je znám především měkký messmör „syrovátkové máslo“, tedy prim, ale také pevnější mesost „syrovátkový sýr“. Na Islandu se v malém množství vyrábí mysuostur a mysingur. s konzistencí pomazánky, v Dánsku je znám myseost a ve Finsku mesjuusto. Téměř zaniklá je výroba obdobných sýrů v Alpách, dodnes se ale občas vyrábí takzvaný Sig, Gsig nebo Wälderschokolade „lesní čokoláda“, především v Bregenzském lese v západním Rakousku. Novodobá výroba probíhá také v Indii a Japonsku, brunost je oblíbený i Jižní Koreji.
Podle většiny definic, například té Organizace pro výživu a zemědělství Spojených národů, není brunost sýrem, ale definice užívaná v Norsku je přizpůsobená tomu, aby byl také zahrnován mezi sýry.

## Výroba a dějiny
Brunost se vyrábí vařením syrovátky po několik hodin, dokud nezačne tmavnout a vypaří se téměř všechna voda. Následně je do ní přidáno plnotučné mléko a smetana, které tvoří až čtyřicet procent obsahu výsledného produktu. Poté je výrobek zchlazen a vytvarován do bloků. Výsledný sýr se dá hned konzumovat, ale svou kvalitu si zachovává ještě po dlouhou dobu.
Brunost je zmiňován v písemných pramenech od 15. století a vznikl v souvislosti s horským chovem dobytka, kdy byly na salaších (seter) vyráběny sýry, jejich zbytkovým produktem je velké množství syrovátky. Ta byla přípravou brunostu využita a šlo ji snadněji přepravit do údolí. V nejstarších dobách ale brunost postrádal přídavek tučné smetany a mléka, které se daly výhodně prodat nebo využít k přípravě dalších mléčných produktů. Když ale v 19. století klesla poptávka po tučných sýrech, začal se vyrábět brunost v současné podobě, s krémovitou konzistencí a výraznou chutí.

## Varianty a jména
- Gudbrandsdalsost je vyráběný v údolí Gudbrandsdalen v jihovýchodním Norsku, a jeho vznik či „vynález“ bývá spojován s rokem 1863 a místní selkou Anne Hov. Kromě kravské syrovátky a smetany obsahuje také zhruba deset procent kozích produktů. Ve Spojených státech je prodáván pod značkou SkiQueen® gjetost.[1]
- Geitost „kozí sýr“, v archaickém pravopise gjetost, nebo ekte geistost „čistě kozí sýr“ jsou výrazy, které v Norsku označují obecně kozí sýr, zpravidla ale právě brunost pouze z kozího mléka.[1][2]
- Mysost „syrovátkový sýr“ je v zásadě synonymem k brunost, ale používá se především pro varianty čistě z kravského mléka. Fløtemysost je mysost s přidanou smetanou.[1][2]
- Prim či primost je produktem vzniklým při kratší době vaření, obsahujícím více vody, díky čemuž má konzistenci pomazánky. Průmyslově vyráběný prim často obsahuje cukr, sušené mléko, ochucovadla a konzervanty.[1][2]
- Většina brunostu se vyrábí ze syrovátky zbylé po výrobě sýrů, je ale možné také využít syrovátku vzniklou při odstřeďování kyselého mléka. Takový produkt je ale kyselejší a méně žádaný.[1]
- V Gudbrandsdalenu se namísto výrazu brunost často užívá raudost „červený sýr“.[2]
- V minulosti se používalo i ovčí mléko, mělo zjemňovat chuť kozího mléka.[2]